# (8232) Akiramizuno
(8232) Akiramizuno est un astéroïde de la ceinture principale.

## Description
(8232) Akiramizuno est un astéroïde de la ceinture principale. Il fut découvert le 26 octobre 1997 à Ōizumi par Takao Kobayashi. Il présente une orbite caractérisée par un demi-grand axe de 2,41 UA, une excentricité de 0,15 et une inclinaison de 2,9° par rapport à l'écliptique.

## Compléments